# 彼得森山 (帕爾默地)
彼得森山（英語：Mount Peterson），是南極洲的山峰，位於帕爾默地，處於拉塔迪山脈以西和雷克斯山西北面41公里，美國地質調查局根據測量和美國海軍拍攝的空中照片繪入地圖，現時由南極條約體系管理。